# 서린 (디스크자키)
서린은 대한민국의 DJ다.

## 방송
- WET! (2023)

## 음반
- 춤추는 사람들 Vol.3 (2020)
- 춤추는 사람들 Vol.4 (2021)
- 바람 (2021)
- My Love (2023)
- Exorcism (2024)

## 공연
- BLOCK PARTY (2022)
- WATERBOMB (2022)
- 인제 오리지널스 캠핑 페스티벌 (2023)

## 기타
- LOOPS <다이죠부> (2023) - 작사